# Proasellus ligusticus
Proasellus ligusticus is een pissebed uit de familie Asellidae. De wetenschappelijke naam van de soort is voor het eerst geldig gepubliceerd in 1982 door Bodon & Argano.